# Млекарска школа са домом ученика „Др Обрен Пејић” Пирот
Млекарска школа са домом ученика Др. Обрен Пејић Пирот је средња школа са седиштем у Пироту. Школа носи име некадашњег редовног професора Пољопривредног факултета Универзитета у Београду, Обрена Пејића.

## Историјат
Пре Млекарске школе, основана је Нижа пољопривредна школа када је Повереништво за пољопривреду Народног одбора среза пиротског краја крајем 1944. послало свој предлог за оснивање овакве школе. Ово је одговарало Пироћанцима који су се претежно бавили пољопривредом и сточарством.
Школа је имала проблем са просторијама и са евентуалним домом за ученике. Локална власт је одлучила да је за ту намену најпогоднија зграда бившег расадника која је требало да се адаптира у једном делу као учионица а у другом као трпезарија. То је ишло отежано због имовинско-правних проблема те је одлучено на крају да основу будуће школске зграде чини земљиште бившег воћног расадника уз бившу бугарску царинарницу у површини од седам хектара.
Како је Школа нашла и стручно особље за рад као и просторије, чекало се само на званични документ Министарства а то је дозвола за рад. Званична дозвола за рад је ступила на снагу 9. фебруара 1945. године па је и тада именован директор Ђорђе Ђорђевић.
Следеће године рада обележиће финансијске проблеме јер Школа све до 1947. није била на локалном буџету. Министарство им је помагало у смислу стварања засада као и куповине стоке за чување.
1945/6. су се појавили и проблеми недостатка наставног кадра - свега три наставника као и проблем спаваона и недостатак грејања те су ученици носили ћебад са собом. Прво полугодиште је завршено 1. марта 1946. након чега су ученици упућени на једномесечну стручну праксу која се обављала на школској економији.

### Специјална сточарско-млекарска школа
Министарство пољопривреде Народне Републике Србије је 8. августа 1946. године одлучило да Нижу пољопривредну школу претвори у једногодишњу Специјалну сточарско-млекарску школу. Задатак овако новоформиране школе је био да буде стварање пољопривредних стручњака. Дозвола за рад је стигла септембра те исте године. Други разред Ниже пољопривредне школе је тек почео са другим разредом тако да су у току школске године радиле две школе упоредо - једна која се гаси и једна која тек почиње са радом. Тада се и именује нов директор - Миладин Михаиловић. У то време су се проблеми још више гомилали с обзиром да је радило свега три наставника и Министарство је додатно наложило да Школа држи курсеве из ратарства, виноградарства, млекарства, овчарства, воћарства и живинарства .
Године 1947. Нижа школа је престала да постоји а Специјална наставила са радом. Школа је те године тражила наставни кадар од локалних власти како би могли да изводе наставу несметано што се и десило. Међутим јавио се други проблем а то јесте одузимање имања у насељу Барје где је Школа имала поврће и воће а што је било круцијално за праксу ученика. Локална власт је била мисли да Школи није потребна оволика површина земљишта.
Школа је постала двогодишња али по мишљењу тадашњег директора Братислава Ранчића, требало је вратити једногодишњи модел рада што се и десило. То је утицало на мали број ученика који су хтели да упишу ову Школу.

### Курсна пољопривредна школа
Школска 1949/50 је донела новине а то је преименовање Школе у Курсна пољопривредна школа у Пироту. Због брже продукције, Министарство је прибегло оваквом моделу школовања како би добили квалификоване раднике што пре.
Већ крајем августа 1949. године расписан је конкурс за полазнике курса тако да су полазници већ средином септембра почели са обуком која је трајала до фебруара следеће године. Стицали су знање из предмета: рачун, организација пољопривредне производње, сточарство, механизација, воћарство, виноградарство, политичка настава, ратарство, млекарство, ветеринарство. Исте године се мења и директор, на место Ранчића је доведен Станко Николић док одмах следеће године, Школу води Ђорђе Марковић.

### Млекарска школа
1950. године Министарство пољопривреде Народне Републике Србије је донело одлуку да Курсна школа постане двогодишња Млекарска школа. Марковић је био први директор Млекарске школе који је био на тој позицији све до 1954. године.
Прва генерација ове Школе која је уписала 1950. године Школу, је изучавала предмете: опште млекарство, млекарска бактериологија, рачун са геометријом, географија, народни језик, историја, хигијена, физика, хемија. Школа је у брзом року добила лабораторију, радионицу, три млечне краве као и млекарски инвентар. Највећи проблем тада је била стручна пракса јер нису имали услова за тако нешто. Решили су тај проблем одласком на екскурзију у Скопље где су се упознали са радом млекара тамо као и одлазак у Зајечар у задружну млекару која је пристала да прими ученике. Завршни испити који су полагали ученици прве генерације су се састојали из предмета који су били најзаступљенији у њиховом школовању: матерњи језик, математика, сточарство са исхраном, зоохигијена, млекарство са бактериологијом, организација са стројарством.
Уочи школске 1951/52. Школа најзад добија васпитача за дом ученика - Синишу Јовановића кога касније наслеђује Милутин Марковић.
Следеће године, фонд часова и вежби се умногоме смањио због проблема броја наставника који је био недовољан. Још један проблем који је Школа имала јесте недостатак радионице и који се помињао на свакој наставничкој седници. Ученици су стога обављали свој стручну праксу у градској млекари. Долазак комисије Министарства је утврдило непостојање услова за несметану праксу ученика али с друге стране оно није имало новаца да помогне Школи.
Посета стручне комисије Савета за просвету и културу НР Србије Школи 1954. године није била најбоља. Наиме, Комисија је оценила да су резултати Школе никакви, да треба бити више праксе а теорије мање. Већина чланова комисије је била разочарана планом и програмом наставе и праксе док је др Обрен Пејић мислио да су материјални проблеми заправо и једини проблеми ове Школе а да су постигнути резултати веома добри.
Локална власт је била глува на проблеме Школе и већ се говорило о њеном укидању што је било и потврђено јер је у септембру 1954. године, Савет за просвету и културу НОГО у Пироту донео одлуку да се Млекарска школа укине и да се наредне године, 1955. , пребаци у Краљево. Те исте школске године се радило на побољшању практичне наставе како би спасили Школу од затварања. Како би имали поново увид у право стање ствари, Савет за просвету и културу је послао Обрена Пејића са још неколико чланова Комисије да присуствују полагању завршног испита. На завршни испит је изашло 25 кандидата. " Као општи закључак може се рећи да су кандидати како у стручном погледу тако и у погледу понашања и општег васпитања показали веома висок ниво што се мора посебно нагласити, имајући у виду веома тешке прилике под којима је школа протекле године радила. На рад школе веома се одразила чињеница да је у протеклој години била у некој врсти привремености и ликвидације ".
То је био спас за Школу те је Народни одбор у Пироту у току лета 1955. године расписао конкурс за упис ученика. Те године се и формирао први школски одбор новембра, кога су чинила три представника из редова локалне власти, Школе и млекаре.
У школској 1957/58 су се појавили нови проблеми а то јесу били одузимање просторија одлуком Народног одбора који је хтео да ликвидира школу. Одбор је такође укинуо финансирање летње праксе ученика. У Школу се уселила Огледна сточарска станица у међувремену која је још више смањивала простор за несметан рад. Директор Драгољуб Ђорђевић је хтео да се Одбор изјасни око Млекарске школе на шта је Одбор одговорио да немају финансија да опскрбљују Школу и да није оправдано трошити новац на њу с обзиром да не даје стручњаке иоле боље од обичних млекара. Стога је Одбор одлучио да затвара Школу 16. маја 1958. године и решење да се не расписује нов конкурс за упис ученика у први разред. Директор је тада тражио помоћ од Института за млекарство ФНРЈ те је послао допис са перспективом Школе и идејом градње нове млекаре. Како је подржао рад Школе, Институт је Одбору препоручио да не затварају Школу те је још једном она избегла затварање.
Шездесетих година, Млекарска школа доживљава раст и развој. Проширио се наставни кадар, повећана је практична обука и подигнута на виши ниво а порасло је интересовање за упис. Такође, успостављена је и сарадња са тадашњом Млекарском школом из Бјеловара. Захваљујући труду директора, наставници Школе су по први пут отишли на стручно усавршавање - семинар из области сирарства 1960. године.
Директор Ђорђевић бива осуђен за непријатељску пропаганду на једну годину затвора и на његово место долази Тихомир Миљковић.
Предмети који су се слушали у првом разреду: српско-хрватски језик, математика, физика, економска географија, млекарство, сточарство, сирарство, устав ФНРЈ, хигијена рада, физичко васпитање, предвојничка обука, пракса. 
Предмети који су се слушали у другом разреду: српско-хрватски језик, математика, организација производње, микробиологија, сирарство, масларство, сточарство, млечни напици, млекарске машине, физичко васпитање, предвојничка обука, пракса.
У току 1965. године се Школа нашла пред трећим покушајем затварања јер је СО Пирот одлучила да се не расписује нов конкурс за упис ученика. Републички органи и Извршно веће СР Србије је реаговало бурно те је наредило укидање ове одлуке што се и догодило. Школа је још једном била спашена.
Атмосфера у наставном кадру је била лоша те је Миљковић био главни разлог за то. С том ситуацијом су сви били упознати и па се радило на разрешењу места директора. Чак је и Асоцијација млекарске индустрије Југославије која је безусловно подржавала Школу, захтевала да се овај проблем реши иначе ће се Школа преместити у Нови Сад, Ваљево или Суботицу. Миљковић је тешке воље поднео оставку јер није видео грешке у свом делању а на његово место долази Јован Сурланџис који ће бити директор све до 2001. године.
Школске 1972/73 је Школа постала трогодишња. Тада је интересовање за упис ученика постало још веће.
1975. је по новом Закону о образовању увела усмерено образовање у трајању од једне године.
Примарни циљ Школе је и у том периоду био и остао проширење и изградња просторија тј. нове школске зграде. На Дан ослобођења Пирота, 7. децембра 1977. је уприличено стављање камена темељца за нову зграду Млекарске школе у Пироту. Радови су трајали скоро две године па је свечано отварање нове школске зграде обављено 7. септембра 1979. године. Нова зграда је поседовала три учионице, две лабораторије и простор за млекарску радионицу.

### Васпитно-образовни центар млекарске струке
Закон о усмереном образовању је погодио све средње школе те је то резултирало тиме што су оне мењале своје називе. Тако је Млекарска школа школске 1981/82 променила назив у Васпитно-образовни центар млекарске струке. Прва два разреда су била заједничка образовна основа која је омогућавала наставак школовања још годину дана за стицање трећег степена или још две године за стицање четвртог степена у струци. Дотадашњи образовни профил млекар је преиначен у прерађивач млека при чему је и уведен и четворогодишњи ниво за стицање звања - млекар техничар. Васпитно-образовни центар млекарске струке је увео и нове смерове - месар, пекар, прерађивач воћа и техничар за прераду намирница животињског порекла. Тако се бивша Млекарска школа полако удаљавала од првобитне идеје и замисли.
На Збору радних људи маја 1987. године, колектив Васпитно-образовног центра млекарске струке је покренуо иницијативу да се врати старо име Школи при чему је жеља свих била да се у називу дода и име др Обрена Пејића. Две године касније, окружни привредни суд у Нишу издаје решење којим је услишена жеља колектива Школе.

### Млекарска школа са домом ученика Др Обрен Пејић
У току 1990. године, Школа је проглашена за образовну институцију од државног значаја чиме се истицало њено посебно место међу пољопривредним и прехрамбеним школама у Србији. У рестрикцијама деведесетих година, Школа је имала проблеме са грејањем и са достављањем млека. Са учесталим штрајковима и прекидима, Школа је интензивирала свој рад тек после 1995. године. 
Те исте године је на 22. Сајму прехране у Београду освојила златну медаљу за квалитет качкаваља.
Крај маја и почетак јуна 2002. године су обележили почетак радова на проширењу и адаптацији спрата школе, радови у подруму, на реновирању кухиње и припреми радионице за пекаре. Исте године је Школа организовала први Сајам качкаваља који је одржан у дворишту Школе од 20. до 22. септембра.
По Програму реформи средњег стручног образовања, Млекарска школа је увела нове смерове - прехрамбени техничар и прерађивач млека. Уз то, увела је и огледна одељења где су ученици са професорима испробавали нове методе рада.
Данас у Млекарској школи се образују профили: прехрамбени техничар, пекар, прерађивач млека, месар, оператер у прехрамбеној индустрији. Функцију директора сада обавља Ненад Ђорђевић.
Школа је 2017. године добила ознаку робне марке, сертификат са ознаком географског порекла – Пиротски качкаваљ од крављег млека.

## Галерија 2022.
- Улаз
- Дом ученика
- Улаз у продавницу